# Lijst van rijksmonumenten in Vilsteren
De plaats Vilsteren telt 20 inschrijvingen in het rijksmonumentenregister. Hieronder een overzicht.
| Object                                               | Oorspronkelijke functie?  | Bouwjaar                            | Architect                 | Locatie             | Coördinaten?                  | Nr.?   | Afbeelding        |
| ---------------------------------------------------- | ------------------------- | ----------------------------------- | ------------------------- | ------------------- | ----------------------------- | ------ | ----------------- |
| Borrink                                              | Boerderij                 | 1867                                |                           | Vilsterseweg 16     | 52° 30' 37" NB, 6° 21' 8" OL  | 31501  | Meer afbeeldingen |
| 'Gerner'                                             | Boerderij                 | 1788 en 1874 (jaartalankers)        |                           | Vilsterse Allee 3   | 52° 30' 37" NB, 6° 21' 18" OL | 31502  | Meer afbeeldingen |
| St. Willibrorduskerk                                 | Kerk en kerkonderdeel     | 1897                                | J.W.Boerbooms             | Vilsterseweg 12     | 52° 30' 39" NB, 6° 21' 11" OL | 31503  | Meer afbeeldingen |
| De Vilsterse Molen                                   | Industrie- en poldermolen | 1901                                |                           | Vilsterseweg 14A    | 52° 30' 44" NB, 6° 21' 5" OL  | 31504  | Meer afbeeldingen |
| Groothof                                             | Boerderij                 | 1768 (voorzijde) 1888 (achterzijde) |                           | Vilsterseweg 15     | 52° 30' 43" NB, 6° 21' 9" OL  | 31505  | Meer afbeeldingen |
| Vier bakstenen hekpijlers met banden van natuursteen | Erfscheiding              | laatste kwart 18e eeuw              |                           | Vilsterseweg bij 16 | 52° 30' 36" NB, 6° 21' 2" OL  | 31506  | Meer afbeeldingen |
| Drie grafmonumenten                                  | Begraafplaats en -onderdl | 1890                                |                           | Vilsterseweg bij 12 | 52° 30' 38" NB, 6° 21' 13" OL | 508603 | Meer afbeeldingen |
| Vilsteren: landhuis                                  | Kasteel, buitenplaats     | 1907                                | Eduard Cuypers            | Vilsterseweg 16     | 52° 30' 37" NB, 6° 21' 4" OL  | 529474 | Meer afbeeldingen |
| Vilsteren: historische tuin- en parkaanleg           | Tuin, park en plantsoen   | ca. 1730 en later                   |                           | Vilsterseweg bij 16 | 52° 30' 42" NB, 6° 21' 8" OL  | 529475 | Meer afbeeldingen |
| Vilsteren: koetshuis                                 | Bijgebouwen kastelen enz. | 1886                                | J. Grootter en J. Bijvang | Vilsterseweg bij 16 | 52° 30' 37" NB, 6° 21' 5" OL  | 529476 | Meer afbeeldingen |
| Vilsteren: koestal                                   | Boerderij                 | ca. 1900                            |                           | Vilsterseweg bij 16 | 52° 30' 35" NB, 6° 21' 5" OL  | 529477 | Upload foto       |
| Vilsteren: hooischuur                                | Boerderij                 | eerste helft 20e eeuw               |                           | Vilsterseweg bij 16 | 52° 30' 35" NB, 6° 21' 6" OL  | 529478 | Upload foto       |
| Vilsteren: wagenloods                                | Bijgebouwen kastelen enz. | 1885                                |                           | Vilsterseweg bij 16 | 52° 30' 34" NB, 6° 21' 4" OL  | 529479 | Upload foto       |
| Vilsteren: moesstuin en tuinmanswerkplaats           | Bijgebouwen kastelen enz. | 1885                                |                           | Vilsterseweg bij 16 | 52° 30' 36" NB, 6° 20' 59" OL | 529480 | Upload foto       |
| Vilsteren: bruggen                                   | Tuin, park en plantsoen   | begin 20e eeuw                      |                           | Vilsterseweg bij 16 | 52° 30' 39" NB, 6° 21' 0" OL  | 529481 | Meer afbeeldingen |
| Vilsteren; ijskelder                                 | Tuin, park en plantsoen   | 1865                                |                           | Vilsterseweg bij 16 | 52° 30' 38" NB, 6° 21' 1" OL  | 529482 | Upload foto       |
| Vilsteren: hermitage                                 | Bijgebouwen kastelen enz. | 1846                                |                           | Vilsterseweg bij 16 | 52° 30' 59" NB, 6° 21' 28" OL | 529483 | Upload foto       |
| Vilsteren: koepel                                    | Bijgebouwen kastelen enz. | ca. 1920                            |                           | Vilsterseweg bij 16 | 52° 30' 55" NB, 6° 21' 2" OL  | 529484 | Upload foto       |
| Vilsteren: huis van de werkbaas                      | Bijgebouwen kastelen enz. | 1904 (jaartalsteen)                 |                           | Vilsterseweg bij 16 | 52° 30' 34" NB, 6° 21' 8" OL  | 529485 | Upload foto       |
| Vilsteren: oude huis van de werkbaas                 | Bijgebouwen kastelen enz. | eind 19e eeuw                       |                           | Vilsterseweg bij 16 | 52° 30' 34" NB, 6° 21' 7" OL  | 529486 | Upload foto       |